# Lakhouri
Lakhouri (nep. लाखौरी) – gaun wikas samiti w środkowej części Nepalu w strefie Dźanakpur w dystrykcie Dhanusa. Według nepalskiego spisu powszechnego z 2011 roku liczył on 578 gospodarstw domowych i 3047 mieszkańców (1503 kobiety i 1544 mężczyzn).